# Jeff Boudreault
Pour les articles homonymes, voir Boudreault.
 (février 2022).
Jeff Boudreault, né à Roberval (Canada), est un acteur et homme politique québécois.

## Biographie
Jeff Boudreault est né à Roberval.

## Carrière professionnelle
Il joue dans des séries télévisées, notamment dans District 31 et La Galère, pour lequel il remporte en 2010 le prix Gémeaux du meilleur rôle de soutien masculin dans une comédie.

## Implication politique
Le chef du Bloc québécois, Yves-François Blanchet annonce le 3 mars 2025 que Jeff Boudreault sera le candidat de son parti dans la circonscription de Brome—Missisquoi aux prochaines élections fédérales. Il affrontera dans sa circonscription le candidat conservateur Steve Charbonneau (en), ex-joueur des Alouettes de Montréal, une équipe de football canadien, et ex-mari de la ministre provinciale caquiste Isabelle Charest, qui est l'actuelle conjointe de Jeff Boudreault.

## Filmographie

### Télévision
- 1998 : 4 et demi... : M. Johnson
- 1999 : Auto-Stop 1,2,3 : Bob
- 2000 : Rivière-des-Jérémie : Sylvain Gagné
- 2000 : Pop Rétro :  animateur
- 2001 : Cauchemar d'amour, saison II : Guy
- 2001 : Rumeurs : policier
- 2005 : Vice caché : gérant
- 2005 : Une grenade avec ça? : Firmin
- 2005 : Histoires de filles, saison VII : Jeff
- 2005 : Les Bougon, saison II : Tétreault
- 2005 : Caméra café : François Vaillancourt
- 2005 : Un homme mort : Alain Schmidt
- 2006 : KM/H, saison VIII : Benoît
- 2006 : Les Oups!! : plusieurs rôles
- 2006 : 450, chemin du Golf : Stéphane
- 2006 : Pendant ce temps, devant la télé : assureur
- 2006 : Minuit, le soir : Bedaine
- 2007 : Virginie : Luc Brassard
- 2007 : Il était une fois dans le trouble : Bruce
- 2007-2008 : Stan et ses stars : Stanley Potvin
- 2008 : Les Boys TV II : Steve
- 2009 : Ni plus ni moi : Guy Lemelin
- 2006 et 2009 : C.A., saison I et IV : Sylvain Boss
- 2007-2012 : Destinées : Maurice Morin
- 2007-2011 : La Galère : Jacques Ferron
- 2011 : Mirador, saison II : l'éditeur Paul Boissé
- 2010-2011 : Caméra café, saison IX et X : Steve
- 2011 : VRAK la vie, saison III : médecin
- 2011 : Rocco (Série internet), saison III : Alain
- 2012 : 30 vies : Martin Dufort
- 2012 : Tactik : Jean-Rémi
- 2012 : Mémoires vives : Jean-François Landrie
- 2014 : Les Parent : Jeff
- 2015 : Les Salmigondis : Capitaine Math
- 2016-2022 : District 31 : Jean Brière, journaliste
- 2024 : Stat : Martin Patry

### Cinéma
- 1999 : The Patty Duke Show: Still Rockin' in Brooklyn Heights de Christopher Leitch: professeur
- 2000 : Intolérance (court métrage) de Gil Marcot : Robert
- 2001 : Les Complices (court métrage) d'Isabelle Guénette : directeur
- 2004 : Ma vie en cinémascope de Denise Filiatrault : Paul Desmarteaux
- 2008 : Le Piège américain de Charles Binamé : Michel Caron
- 2008 : Mesrine : l'instinct de mort de Jean-François Richet : officier de l'immigration
- 2009 : Les Grandes Chaleurs de Sophie Lorain : Albert Paul
- 2011 : Funkytown de Daniel Roby : Jacques
- 2013 : Il était une fois les Boys de Richard Goudreau : Jean-Guy Racette
- 2014 : Le Coq de St-Victor de Pierre Greco : film d'animation
- 2014 : Le Vrai du faux d'Émile Gaudreault : policier SQ
- 2014 : La Petite Reine d'Alexis Durand-Brault : Claude
- 2015 : Le Mirage de Ricardo Trogi : patron #1